# Кольбер-Шабане, Пьер Давид де
Пьер Давид де Кольбер-Шабане (фр. Pierre David de Colbert-Chabanais, известен также как Эдуар де Кольбер; 18 октября 1774 — 28 декабря 1853) — французский военный деятель, дивизионный генерал (1813), барон (1809), участник революционных и наполеоновских войн.

## Биография
Начал военную службу 25 августа 1793 году в 7-м батальоне волонтёров Парижа, 28 сентября 1795 года зачислен в 11-й гусарский полк. Сражался в рядах Верхне-Рейнской армии. 25 января 1796 года был обвинён в «роялизме», и по распоряжению генерала Гоша отстранён от службы.
20 мая 1798 года вернулся в действующую армию в качестве военного комиссара. Принял участие в Египетской экспедиции. Однажды около Суэца Наполеон увидел перед палаткой какого-то шейха двух осёдланных верблюдов. Желая на деле убедиться, насколько справедливы рассказы о покладистости и быстроте этих животных, он приказал своим адъютантам, лейтенантам Эжену Богарне и Эдуару Кольберу, сесть на них и пустить верблюдов в карьер. «Едва мы очутились в седле, — рассказывал в своих воспоминаниях генерал Кольбер, — как Бонапарт с хлыстом в руке пришпорил свою лошадь и бросился за нами в погоню, но он не мог нас догнать, несмотря на то что под ним была превосходная лошадь. Шутка эта имела серьёзные последствия. Поражённый лёгкостью верблюдов и убедившись в их выносливости, он решил воспользоваться ими для своей армии». 1 декабря 1799 года произведён в капитаны, и зачислен в 3-й драгунский полк.
После возвращения во Францию, 15 апреля 1802 года получил звание командира эскадрона, и продолжил службу в Консульской гвардии. 6 ноября 1803 года Кольбер был назначен адъютантом к генералу Ж. Жюно, а затем 21 сентября 1805 года к маршалу Л. Бертье. В этой должности отличился в Ульмской кампании, а в сражении при Аустерлице был ранен пулей в бедро. 1 марта 1806 года возглавил эскадрон 15-го конно-егерского полка, дислоцированного в Италии. 30 декабря он был произведён в полковники 7-го гусарского полка. Сражался в составе бригады В. Латур-Мобура, затем П. Пажоля. Отличился при Эйлау, Гейльсберге. При Тильзите 17 июня был трижды ранен казачьей пикой.
Произведённый 9 марта 1809 года в бригадные генералы, Кольбер получил в командование бригаду лёгкой кавалерии (9-й гусарский, 7-й и 20-й конно-егерские полки) 2-го корпуса Армии Германии и в кампании 1809 года против Австрии удачно действовал с ней под Раабом, где разбил австрийских гусаров П. Отта. В сражении при Ваграме Кольбер был ранен пулей в голову.
5 августа 1810 года возглавлял кавалерию Наблюдательного корпуса Голландии, 6 марта 1811 года — полковник гвардии, командир 2-го полка шеволежеров-улан Императорской гвардии.
В 1812 году Кольбер командовал бригадой гвардейских улан в Саксонии и вместе с ней двинулся в поход в Россию и принимал участие во множестве сражений. После боёв при Вилейке и Орше захватил крупные военные склады русской армии, после вступления французов в Москву, вёл разведку в направлении Калуги, отличился в сражении при Тарутино, где прикрывал отход войск короля Мюрата.
В 1813 году во главе переформированного полка «Красных улан» вошёл в состав 1-й гвардейской кавалерийской дивизии генерала Орнано, участвовал в Саксонской кампании, 21 мая 1813 года отличился в сражении при Баутцене, 5 октября 1813 года возглавил 1-ю драгунскую бригаду 4-й дивизии тяжёлой кавалерии, сражался при Лейпциге и Ханау. 25 ноября 1813 года за отличие был произведён в дивизионные генералы и, командуя 1-й дивизией гвардейской кавалерии, принял участие во всех сражениях кампании 1814 года, особенно выделившись своей храбростью в делах при Монмирале, Шампобере и Сен-Дизье.
Людовик XVIII назначил Кольбера командующим королевским корпусом улан, но, по возвращении Наполеона с острова Эльбы, Кольбер некоторое время оставался нейтральным, но всё-таки явился к Наполеону, который встретил его словами «Генерал Кольбер, я ожидал вас тремя днями раньше!». В сражении при Ватерлоо Кольбер командовал дивизией императорской лёгкой кавалерии и был ранен.
Изгнанный в 1815 году из Франции, Кольбер вскоре был возвращён и назначен генерал-инспектором кавалерии. В 1834 году состоял при герцоге Немурском во время 1-й экспедиции в Алжир.
11 октября 1832 года Кольбер был возведён в звание пэра Франции.
Умер Кольбер в 1853 году. Впоследствии его имя было выбито на Триумфальной арке в Париже.

## Воинские звания
- Волонтёр (23 августа 1793);
- Младший лейтенант (28 сентября 1795);
- Капитан (1 декабря 1799);
- Командир эскадрона (1 марта 1806);
- Полковник (30 декабря 1806);
- Бригадный генерал (9 марта 1809);
- Полковник гвардии (6 марта 1811);
- Дивизионный генерал (25 ноября 1813).

## Титулы
- Барон Кольбер и Империи (фр. baron de Colbert et de l'Empire; декрет от 19 марта 1808 года, патент подтверждён 28 мая 1809 года в Эберсдорфе)[2].

## Награды
- Легионер ордена Почётного легиона (14 марта 1806)
- Офицер ордена Почётного легиона (14 мая 1807)
- Командан ордена Почётного легиона (17 июля 1809)
- Командор баварского военного ордена Максимилиана Иосифа (1810)
- Кавалер военного ордена Святого Людовика (24 августа 1814)
- Великий офицер ордена Почётного легиона (29 октября 1829)
- Большого крест ордена Почётного легиона (30 мая 1837)